# Delray Beach International Tennis Championships 2005
Il Delray Beach International Tennis Championships 2005 è stato un torneo di tennis giocato sul cemento.
È stata la 13ª edizione del Delray Beach International Tennis Championships, che fa parte della categoria International Series nell'ambito dell'ATP Tour 2005.
Si è giocato al Delray Beach Tennis Center di Delray Beach in Florida, dal 31 gennaio al 7 febbraio 2005.

## Campioni

### Singolare
Xavier Malisse ha battuto in finale  Jiří Novák con il punteggio di 7-6(6), 6-2.

### Doppio
Simon Aspelin /  Todd Perry hanno battuto in finale  Jordan Kerr /  Jim Thomas con il punteggio di 6-3, 6-3.